# クー＝リン＝ガイ・カウンシル
クー＝リン＝ガイ・カウンシル（Ku-ring-gai Council）は、オーストラリア・ニューサウスウェールズ州の地方公共団体。

## 概要
クー＝リン＝ガイ・カウンシルの市役所が設けられているゴードンはシドニー中心業務地区（CBD）から北西15キロメートルに位置している。市の中央部を南東から北西方向にパシフィック・ハイウェイを縦断する。
市の北東部は、ワーリンガー・カウンシル、市の北西部は、ホーンズビー・シャー、市の南西部は、シティ・オブ・ライド、市の南東部は、シティ・オブ・ウィロウビーと接する。

## 歴史
市名になっているクー＝リン＝ガイは、ヨーロッパ人がやってくる以前にこの地域に居住していたアボリジニのクーリンガイ人に由来する。この地域に、ヨーロッパ人が定住を開始したのは、1814年のことであった。
19世紀の半ばには陸路・水路が整備され、さらに1890年代には、鉄道が建設された。1906年、シャー・オブ・クー＝リン＝ガイの設立が宣言された。戦間期を通じて、町の発展は継続し、1928年には、シャーからミュニシパリティとなった。
第二次世界大戦後も、町の発展は継続し、1950年代には5万人だった人口が1980年代には10万人に倍増したのは、戦後の結婚ブームと移民の流入によることが大きい。

## 構成サバーブ
クー＝リン＝ガイ・カウンシルは、以下の9つのサバーブで構成されている。
- ゴードン（Gordon）
- キラーラ（Killara）
- リンドフィールド（Lindfield）
- ピンブル（Pymble）
- ローズヴィル（Roseville）
- セント・イヴス（St Ives）
- ターラマラ（Turramurra）
- ワールンガ（Wahroonga）

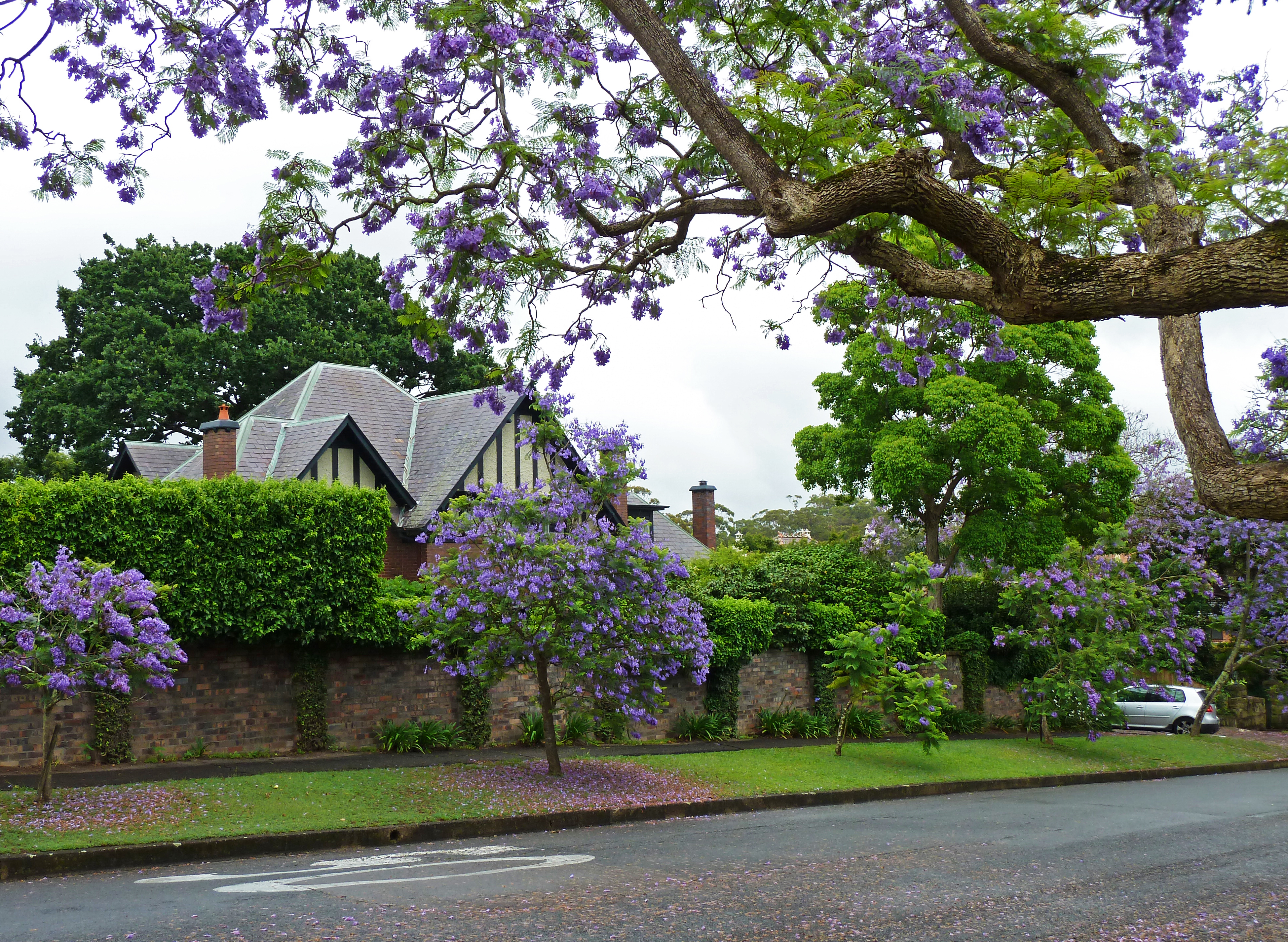
キラーラ
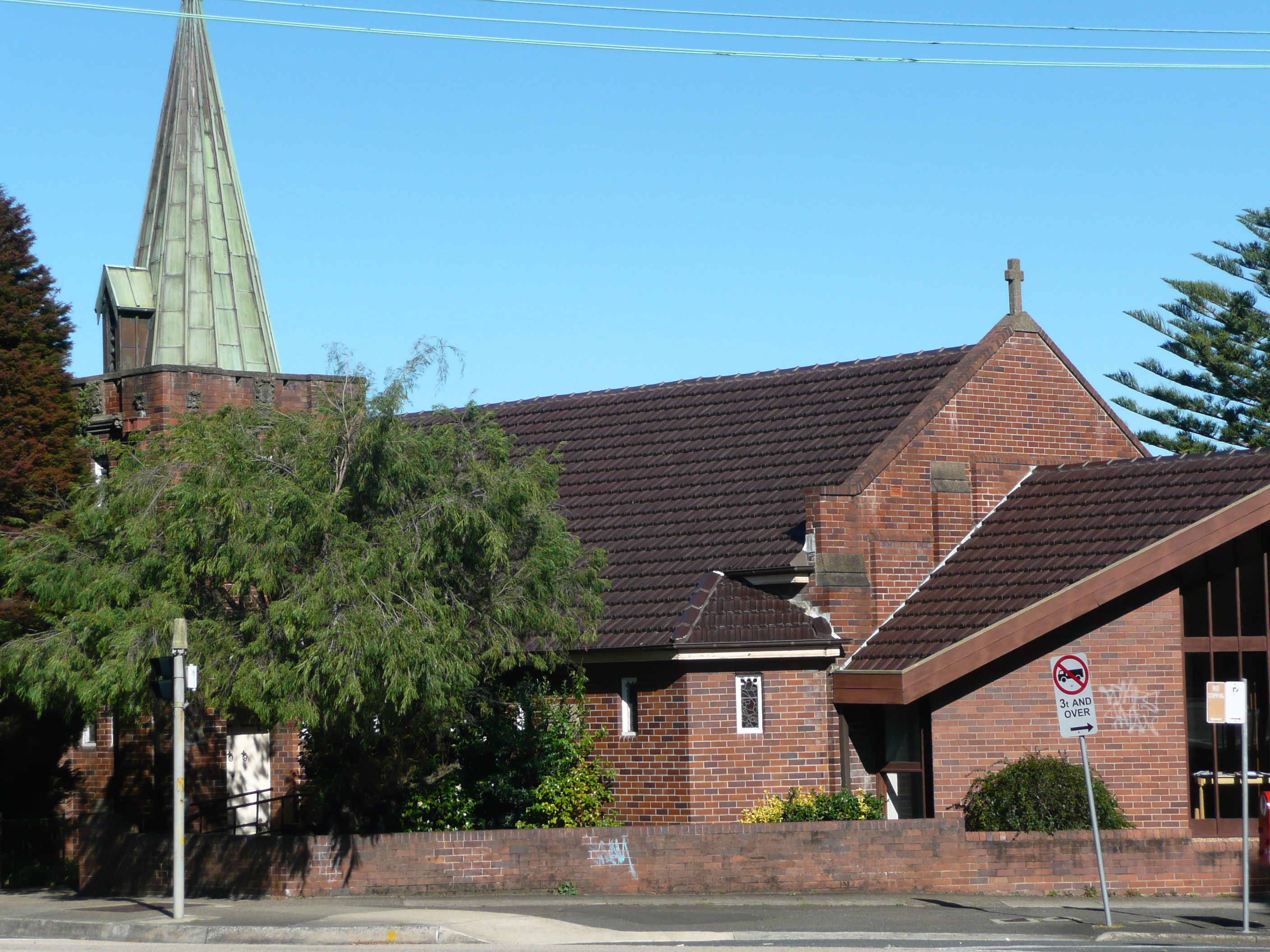
リンドフィールドの聖デーヴィッド教会
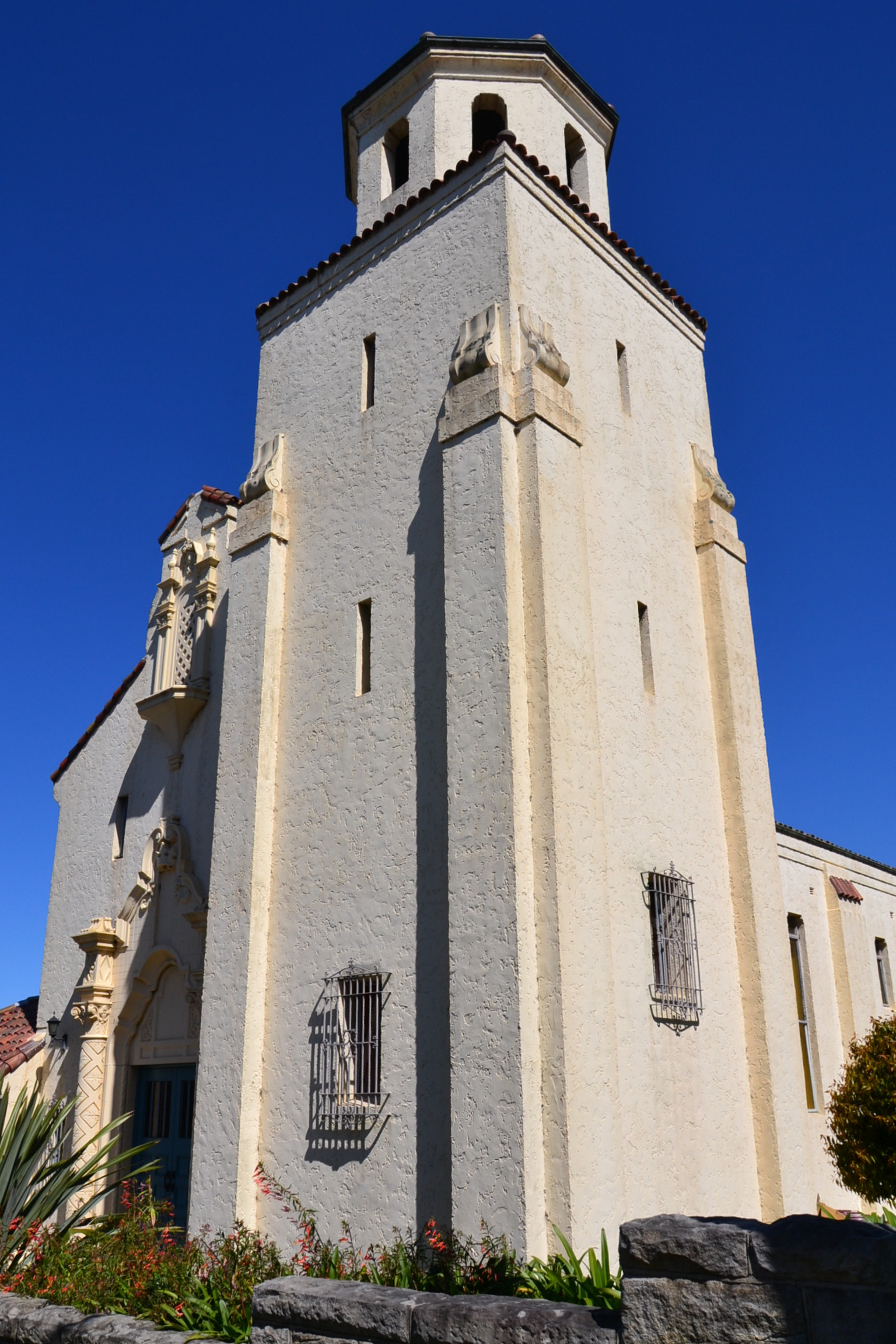
ピンブルのタウンホール
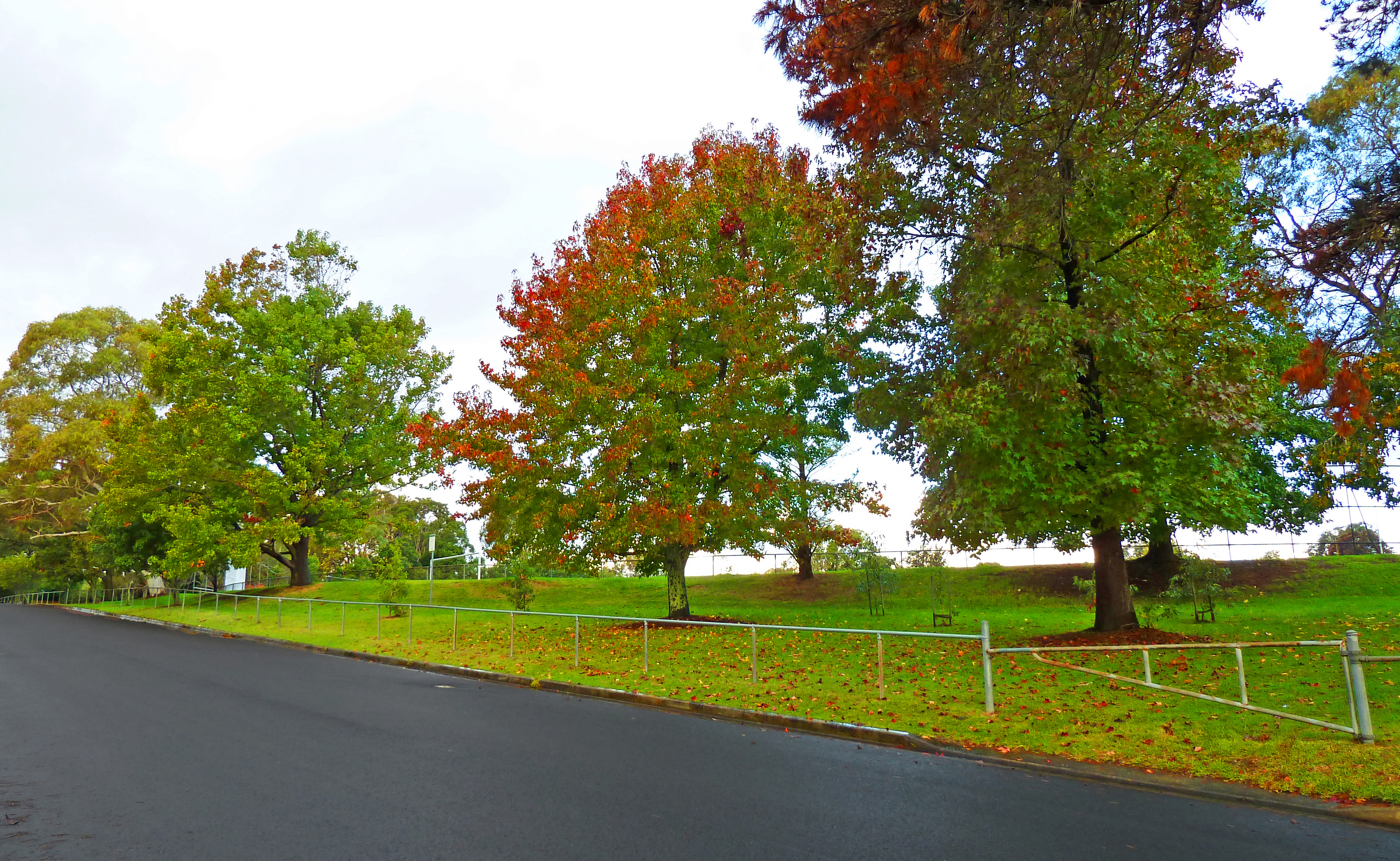
ローズヴィルのオーヴァル・パーク
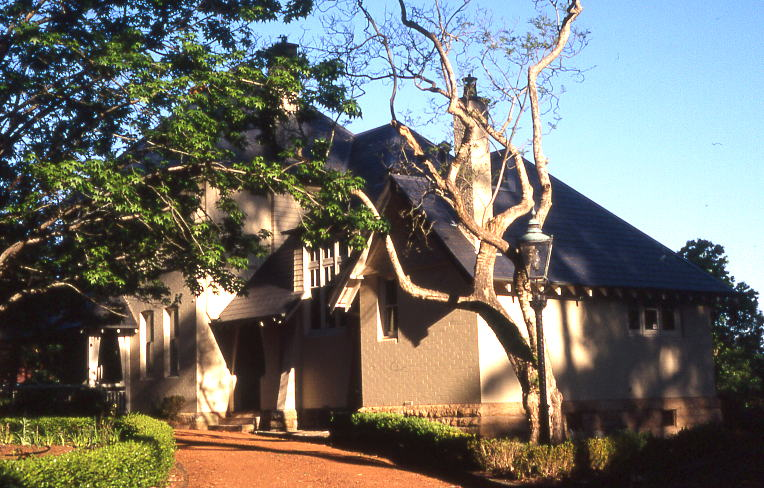
ターラマラの家。
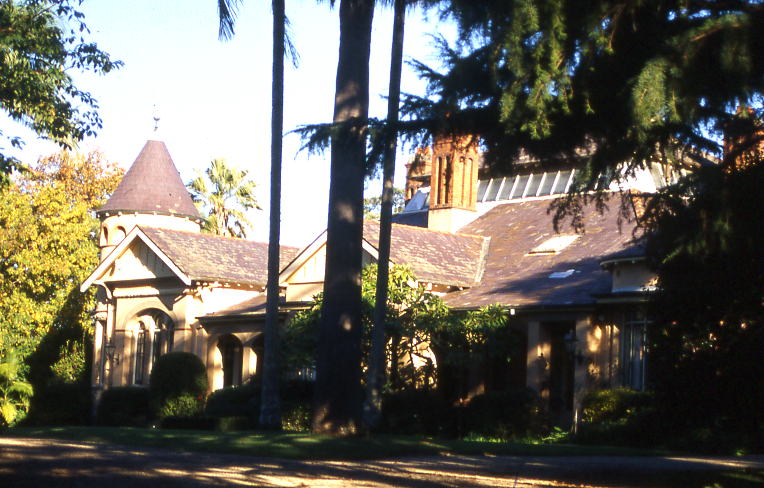
ワールンガのベンリス・パーク

## 議会
クー＝リン＝ガイ・カウンシルの議会は、10人によって構成される。任期は4年。選挙区は5つで、それぞれの選挙区から2人が選出される。市長は、選挙後、最初の議会で10人の議員から選出される。最新の議会選挙は、2012年9月8日に実施された。無所属9議席、オーストラリア自由民主党が1議席を獲得した。市長はElaine Malicki。